# Станьо-Ломбардо
Станьо-Ломбардо (итал. Stagno Lombardo) — коммуна в Италии, располагается в регионе Ломбардия, в провинции Кремона.
Население составляет 1457 человек (2008 г.), плотность населения составляет 37 чел./км². Занимает площадь 39 км². Почтовый индекс — 26049. Телефонный код — 0372.
Покровителем коммуны почитается святой Назарий, празднование 28 июля.

## Демография
Динамика населения:

## Администрация коммуны
- Официальный сайт: http://www.comune.stagnolombardo.cr.it/